# Phyteuma persicifolium
Phyteuma persicifolium là loài thực vật có hoa trong họ Hoa chuông. Loài này được Hoppe miêu tả khoa học đầu tiên năm 1803.